# Scarhxurs
Scarhxurs — десятый студийный альбом британского хип-хоп-исполнителя Scarlxrd, выпущенный 28 февраля 2020 года на лейблах Lxrd Records и Island Records. В него вошло 18 треков.

## Обложка
На обложке изображена бритва, испачканная кровью и остатками белого порошкообразного вещества

## Отзывы
Олег Тиконенко, корреспондент интернет-издания «Сова», сказал, что на этой пластинке «непрекращающийся трудовой экстаз артиста достиг подлинного апогея». Также он отметил, что Scarhxurs — это 45 минут «дистиллированной лихорадки в бетонных джунглях, обрамлённой мощным трэп-металлическим абразивом». Подытожив свой обзор, Олег подметил, что несмотря на мрачную обложку, альбом повествует о том, что «нужно жить, а не гнить». Фарит Амиров, обозреватель того же портала, заметил, что Scarhxurs больше понравится фанатам «привычного рэп-метала» от артиста. На российском музыкальном хип-хоп-портале Rap.ru отметили, что в альбомных треках хип-хоп сочетается с «тяжёлым рок-звучанием».
Дилан Хоакин (англ. Dylan Joaquin), рецензент платформы для социальной журналистики Medium, заявил:
В то время как Scarlxrd сохранил основные элементы своего стиля, которые сделали его выдающимся артистом андеграунда, британский рэпер усилил своё вызывающее поведение и влияние металла, добавив гроулинг и blegh из дэткора.Оригинальный текст (англ.)While Scarlxrd has maintained the core elements of his sound that have made him a noteworthy artist in the underground, the British rapper amps up his aggression and metal influences, adding growls and “bleghs” common in the catalogs of his Deathcore influences.

## Список композиций
| №                   | Название                    | Продюсер(ы)                  | Длительность |
| ------------------- | --------------------------- | ---------------------------- | ------------ |
| 1.                  | «Perfect.»                  | Nightgrind Scarlxrd          | 2:20         |
| 2.                  | «Yxu’ve Been Cancelled.»    | Pulse Scarlxrd               | 2:24         |
| 3.                  | «Gravestxne.»               | Pulse Scarlxrd               | 2:41         |
| 4.                  | «Making a Killing.»         | Pulse Scarlxrd               | 2:38         |
| 5.                  | «Sxcialskill.»              | WNDWS Scarlxrd               | 2:42         |
| 6.                  | «You’re Txx Angry.»         | WNDWS Scarlxrd               | 2:21         |
| 7.                  | «Rip$aw.»                   | Muppy Scarlxrd               | 2:59         |
| 8.                  | «Blxxdspxrt.»               | Ryder Johnson WNDWS Scarlxrd | 2:20         |
| 9.                  | «Nxnstxp.»                  | Pulse Scarlxrd               | 3:01         |
| 10.                 | «The Return.»               | Muppy Scarlxrd               | 2:29         |
| 11.                 | «Dark Knight.»              | WNDWS Scarlxrd               | 2:18         |
| 12.                 | «Terrafxrm.»                | Pulse Scarlxrd               | 3:38         |
| 13.                 | «Nx Talking.»               | WNDWS Scarlxrd               | 2:13         |
| 14.                 | «Trxubled.»                 | Muppy Scarlxrd               | 2:36         |
| 15.                 | «Fact/Fictixn.»             | Maaly Raw [англ.] Scarlxrd   | 1:38         |
| 16.                 | «Sick with Regret.»         | Muppy Scarlxrd               | 2:23         |
| 17.                 | «Sip Gin Pass xut.»         | Yung Skrrt Scarlxrd          | 2:13         |
| 18.                 | «Xkay I lied, I’m Lost af.» | Muppy Scarlxrd               | 2:47         |
| Общая длительность: | Общая длительность:         | Общая длительность:          | 45:41        |

Комментарии
- Названия всех песен стилизованы под маюскул[5].